# Castelo de Alenquer
O Castelo de Alenquer, também referido como Castelo e cerca urbana de Alenquer, localiza-se na atual freguesia de Alenquer (Santo Estêvão e Triana), na vila e no Município de Alenquer, região Oeste e distrito de Lisboa, em Portugal.
O Castelo de Alenquer está classificado como Imóvel de Interesse Público desde 1955.

## História

### Antecedentes
A primitiva ocupação humana da região remonta à pré-história, conforme os testemunhos arqueológicos que atestam ter sido sucessivamente visitada e ocupada, ao longo dos séculos, por povos Gregos, Fenícios, Cartagineses, Romanos, Alanos, Godos e Muçulmanos, estes últimos responsáveis pela fortificação.

### O castelo medieval
No contexto da Reconquista cristã da Península Ibérica, a povoação e o seu castelo foram conquistados pelas forças de D. Afonso Henriques (1112-1185) em 1148, que determinou o seu repovoamento e reconstrução de suas defesas.
O seu filho e sucessor, D. Sancho I (1185-1211), fez erguer o Paço Real, posteriormente doado à Infanta D. Sancha, sua segunda filha. Sob o reinado de D. Afonso II (1211-1223), esta senhora concedeu o primeiro foral à vila (1212).
Posteriormente, Alenquer veio a receber Carta de Foral passada por D. Dinis (1279-1325) em 1302, e o Foral Novo de D. Manuel I (1495-1521), em 1510.

### DaDinastia Filipinaaos nossos dias
No contexto da crise de sucessão de 1580, a vila apoiou as pretensões de D. António, Prior do Crato, ao trono, vindo a sua defesa a cair no ostracismo desde então.
O castelo encontra-se classificado como Imóvel de Interesse Público por Decreto publicado em 20 de Outubro de 1955.
Os seus remanescentes encontram-se atualmente bem conservados, destacando-se alguns troços de muralha, a Porta da Conceição e a Torre da Couraça, de planta quadrada.

## Características
O castelo encontra-se em posição estratégica no terreno, o que dificultou a sua conquista em meados do século XII. Os seus muros, ameados, percorridos por adarve, são em aparelho de pedra regular.